# Seán Gibbons
Seán Francis Gibbons (* 31. Mai 1883; † 19. April 1952) war ein irischer Politiker.

## Leben und Karriere
Gibbons wurde 1923 für die Cumann na nGaedheal im Wahlkreis Carlow-Kilkenny in den 4. Dáil Éireann gewählt. Er legte sein Mandat als Teachta Dála jedoch bereits am 30. Oktober 1924 nieder und trat der Farmers Party bei. Bei der Nachwahl zur Neubesetzung seines vakanten Sitzes im Dáil wurde Thomas Bolger gewählt.
Im Jahr 1932 wurde er für die Fianna Fáil im Wahlkreis Carlow-Kilkenny in den 7. gewählt. 1933 erfolgte seine Wiederwahl. Bei den Wahlen 1937 gelang es ihm nicht sein Mandat ein weiteres Mal zu verteidigen. Gibbons wurde nun Senator im Seanad Éireann, dem er von 1938 bis 1944 angehörte. In dieser Zeit war er von 1938 bis 1943 Senatspräsident (Cathaoirleach). Nachdem er 1944 seinen Sitz im 4. Seanad Éireann verlor, gelang es ihm 1948 erneut in den 6. Seanad Éireann gewählt zu werden. Bei den Wahlen 1951 trat er nicht mehr an.
Der Politiker James Gibbons ist sein Neffe.